# Сан Микеле (Тревизо)
Сан Микеле је насеље у Италији у округу Тревизо, региону Венето.
Према процени из 2011. у насељу је живело 270 становника. Насеље се налази на надморској висини од 138 м.